# Liste der Down-Beat-Poll-Sieger der 1990er Jahre
Liste der Down-Beat-Poll-Gewinner (Kritiker und Leser) der 1990er Jahre.

## 1990
Kritiker-Poll:
- Hall of Fame: Mary Lou Williams
- Jazz-Künstler des Jahres: Benny Carter
- Big Band: Sun Ra Arkestra
- Jazz-Gruppe, akustisch: Phil Woods Quintet
- Jazz-Gruppe, elektrisch: Ornette Coleman’s Prime Time
- Altsaxophon: Phil Woods
- Tenorsaxophon: Sonny Rollins
- Baritonsaxophon: Hamiet Bluiett
- Sopransaxophon: Steve Lacy
- Trompete: Lester Bowie
- Posaune: Ray Anderson
- Klarinette: John Carter
- Flöte: James Newton
- Gitarre: Jim Hall
- Violine: Stephane Grappelli
- Bass, akustisch: Charlie Haden
- Bass, elektrisch: Steve Swallow
- Schlagzeug: Max Roach
- Percussion: Naná Vasconcelos
- Vibraphon: Milt Jackson
- Klavier: Cecil Taylor
- Orgel: Jimmy Smith
- Electric Keyboard: Sun Ra
- Sonstige Instrumente: Toots Thielemans (Harmonika)
- Arrangeur: Toshiko Akiyoshi
- Komponist: Henry Threadgill
- Männlicher Vokalkünstler: Joe Williams
- Weibliche Vokalkünstlerin: Betty Carter
- Label: Blue Note Records
- Produzent: Michael Cuscuna
- Blues-Künstler: John Lee Hooker
- Blues-Gruppe: Kinsey Report (Band)
- Beyond-Künstler: Elvis Costello
- Beyond-Gruppe: The Rolling Stones
- Blues Album des Jahres: John Lee Hooker The Healer (Chameleon)
- Beyond Album des Jahres: Neville Brothers Yellow Moon (A & M), Peter Gabriel Passion (Geffen), Public Enemy Fear of a Black Planet (Def Jam)
- Jazz-Album des Jahres: Cecil Taylor In Berlin (FMP)
- Reissue des Jahres: Clifford Brown Brownie: The Complete Emarcy Recordings (Emarcy)

Leser-Poll:
- Hall of Fame: Red Rodney
- Jazzmusiker des Jahres: Wynton Marsalis
- Jazz-Album des Jahres: Miles Davis Aura (Columbia)
- Blues-Album des Jahres: John Lee Hooker The Healer (Chameleon)
- "Beyond"-Album des Jahres: Bonnie Raitt Nick of Time (Capitol)
- Big Band: Count Basie
- Akustische Jazz-Gruppe: Red Rodney
- Elektrische Jazz-Gruppe: Chick Corea Elektric Band
- Altsaxophon: Phil Woods
- Tenorsaxophon: Sonny Rollins
- Baritonsaxophon: Gerry Mulligan
- Sopransaxophon: Steve Lacy
- Trompete: Wynton Marsalis
- Posaune: Steve Turre
- Klarinette: Eddie Daniels
- Flöte: James Newton
- Schlagzeug: Jack DeJohnette
- Percussion: Airto Moreira
- Vibraphon: Milt Jackson
- Akustischer Bass: Charlie Haden
- Elektrischer Bass: Steve Swallow
- Gitarre: Jim Hall
- Klavier: Tommy Flanagan
- Elektrisches Keyboard: Joe Zawinul
- Orgel: Jimmy Smith
- Sonstige Instrumente: Toots Thielemans (Harmonika)
- Komponist: Benny Carter
- Arrangeur: Benny Carter
- Männlicher Vokalkünstler: Joe Williams
- Weibliche Vokalkünstlerin: Betty Carter
- Blues-Künstler: B. B. King
- „Beyond“-Gruppe: The Rolling Stones
- „Beyond“-Künstler: Elvis Costello

## 1991
Kritiker-Poll:
- Hall of Fame: John Carter
- Jazzmusiker des Jahres: Wynton Marsalis
- Jazz-Album des Jahres: Charlie Haden Liberation Music Orchestra Dream Keeper(Blue Note)
- Blues-Album des Jahres: Charles Brown All my life
- Beyond-Album des Jahres: Neil Young und Crazy Horse: Ragged Glory (Reprise)
- Big Band: Count Basie
- Akustische Band: Phil Woods Quintet
- Elektrische Band: John Scofield Group
- Altsaxophon: Frank Morgan
- Tenorsaxophon: Sonny Rollins
- Baritonsaxophon: Hamiet Bluiett
- Sopransaxophon: Steve Lacy
- Trompete: Wynton Marsalis
- Posaune: Ray Anderson
- Klarinette: John Carter
- Flöte: James Newton
- Schlagzeug: Max Roach
- Percussion: Naná Vasconcelos
- Vibraphon: Milt Jackson
- Akustischer Bass: Charlie Haden
- Elektrischer Bass: Steve Swallow
- Violine: Stephane Grappelli
- Gitarre: Jim Hall
- Klavier: Cecil Taylor
- Orgel: Jimmy Smith
- Elektrisches Keyboard: Sun Ra
- Sonstige Instrumente: Toots Thielemans, Harmonika
- Arrangeur: Carla Bley
- Komponist: Henry Threadgill
- Label: Blue Note Records
- Männlicher Vokalkünstler: Joe Williams
- Weibliche Vokalkünstlerin: Betty Carter
- Blues-Künstler: B. B. King
- Blues-Gruppe: Kinsey Report
- Beyond-Künstler: Paul Simon
- Beyond-Gruppe: Living Colour
- Produzent: Michael Cuscuna
- Reissue des Jahres: Robert Johnson The complete Recordings (Columbia/Legacy)

Leser-Poll:
- Hall of Fame: Lee Morgan
- Jazzmusiker des Jahres: Wynton Marsalis
- Jazz-Album des Jahres: Charlie Haden’s Liberation Music Orchestra Dream Keeper (Blue Note)
- Blues-Album des Jahres: John Lee Hooker The Healer (Chameleon)
- "Beyond"-Album des Jahres: Sting The Soul Cages (A & M)
- Big Band: Count Basie
- Akustische Jazz-Gruppe: Phil Woods
- Elektrische Jazz-Gruppe: Miles Davis
- Altsaxophon: Phil Woods
- Tenorsaxophon: Sonny Rollins
- Baritonsaxophon: Gerry Mulligan
- Sopransaxophon: Steve Lacy
- Trompete: Wynton Marsalis
- Posaune: J. J. Johnson
- Klarinette: Eddie Daniels
- Flöte: James Newton
- Schlagzeug: Jack DeJohnette
- Percussion: Tito Puente
- Vibraphon: Milt Jackson
- Akustischer Bass: Charlie Haden
- Elektrischer Bass: Steve Swallow
- Gitarre: John McLaughlin
- Klavier: Keith Jarrett
- Elektrisches Keyboard: Joe Zawinul
- Orgel: Jimmy Smith
- Sonstige Instrumente: Toots Thielemans (Harmonika)
- Komponist: Carla Bley
- Arrangeur: Carla Bley
- Männlicher Vokalkünstler: Joe Williams
- Weibliche Vokalkünstlerin: Betty Carter
- Blues-Künstler: B. B. King
- „Beyond“-Gruppe: Living Colour
- „Beyond“-Künstler: Sting

## 1992
Kritiker-Poll:
- Hall of Fame: James P. Johnson
- Jazzmusiker des Jahres: Joe Henderson
- Jazz-Album des Jahres: Joe Henderson Lush Life (Verve)
- Blues-Album des Jahres: Buddy Guy Damn right i got the blues
- Beyond-Album des Jahres: Neil Young: Arc/Weld (Reprise)
- Big Band: Sun Ra Arkestra
- Akustische Band: Wynton Marsalis
- Elektrische Band: Ornette Coleman
- Altsaxophon: Phil Woods
- Tenorsaxophon: Joe Henderson
- Baritonsaxophon: Hamiet Bluiett
- Sopransaxophon: Steve Lacy
- Trompete: Wynton Marsalis
- Posaune: Ray Anderson
- Klarinette: Don Byron
- Flöte: James Newton
- Schlagzeug: Max Roach
- Percussion: Airto Moreira
- Vibraphon: Milt Jackson
- Akustischer Bass: Charlie Haden
- Elektrischer Bass: Steve Swallow
- Violine: Stephane Grappelli
- Gitarre: John McLaughlin
- Klavier: Tommy Flanagan
- Orgel: Jimmy Smith
- Elektrisches Keyboard: Sun Ra
- Sonstige Instrumente: Toots Thielemans, Harmonika
- Arrangeur: Carla Bley
- Komponist: Muhal Richard Abrams
- Label: Blue Note Records
- Weibliche Vokalkünstlerin: Betty Carter
- Blues-Künstler: B. B. King
- Blues-Gruppe: B. B. King
- Beyond-Künstler: Neil Young
- Beyond-Gruppe: The Grateful Dead
- Produzent: Michael Cuscuna
- Reissue des Jahres: Nat King Cole The complete Recordings of the Nat King Cole Trio (Mosaic)

Leser-Poll:
- Hall of Fame: Maynard Ferguson
- Jazzmusiker des Jahres: Joe Henderson
- Jazz-Album des Jahres: Joe Henderson Lush Life (Verve)
- Blues-Album des Jahres: Buddy Guy Damn right i got the blues (Silvertone)
- "Beyond"-Album des Jahres: Bonnie Raitt Luck of the Draw (Capitol)
- Big Band: Count Basie
- Akustische Jazz-Gruppe: Wynton Marsalis
- Elektrische Jazz-Gruppe: John Scofield
- Altsaxophon: Phil Woods
- Tenorsaxophon: Joe Henderson
- Baritonsaxophon: Gerry Mulligan
- Sopransaxophon: Steve Lacy
- Trompete: Wynton Marsalis
- Posaune: J. J. Johnson
- Klarinette: Eddie Daniels
- Flöte: James Newton
- Schlagzeug: Jack DeJohnette
- Percussion: Airto Moreira
- Vibraphon: Milt Jackson
- Akustischer Bass: Charlie Haden
- Elektrischer Bass: Steve Swallow
- Gitarre: John McLaughlin
- Klavier: Kenny Barron
- Elektrisches Keyboard: Joe Zawinul
- Orgel: Jimmy Smith
- Sonstige Instrumente: Toots Thielemans (Harmonika)
- Komponist: Muhal Richard Abrams, Carla Bley
- Arrangeur: Carla Bley
- Männlicher Vokalkünstler: Joe Williams
- Weibliche Vokalkünstlerin: Betty Carter
- Blues-Künstler: B. B. King
- „Beyond“-Gruppe: U2
- „Beyond“-Künstler: Sting

## 1993
Kritiker-Poll:
- Hall of Fame: Ed Blackwell
- Jazz-Künstler des Jahres: Joe Henderson
- Big Band: Count Basie Orchestra
- Jazz-Gruppe, akustisch: Wynton Marsalis
- Jazz-Gruppe, elektrisch: John Scofield Group
- Altsaxophon: Jackie McLean
- Tenorsaxophon: Joe Henderson
- Baritonsaxophon: Hamiet Bluiett
- Sopransaxophon: Steve Lacy
- Trompete: Wynton Marsalis, Lester Bowie
- Posaune: J. J. Johnson
- Klarinette: Don Byron
- Flöte: James Newton
- Gitarre: John McLaughlin
- Violine: Stephane Grappelli
- Bass, akustisch: Charlie Haden
- Bass, elektrisch: Steve Swallow
- Schlagzeug: Max Roach
- Percussion: Airto Moreira
- Vibraphon: Milt Jackson
- Klavier: Kenny Barron
- Orgel: Jimmy Smith
- Electric Keyboard: Joe Zawinul
- Sonstige Instrumente: Toots Thielemans (Harmonika)
- Arrangeur: Carla Bley
- Komponist: Muhal Richard Abrams
- Männlicher Vokalkünstler: Joe Williams
- Weibliche Vokalkünstlerin: Betty Carter
- Label: Verve Records
- Produzent: Michael Cuscuna
- Blues-Künstler: B. B. King
- Blues-Gruppe: B. B. King
- Beyond-Künstler: Tom Waits
- Beyond-Gruppe: Kronos Quartet, Los Lobos
- Blues-Album des Jahres: John Lee Hooker Boom Boom (Point Blank/Virgin)
- Beyond-Album des Jahres: Mario Bauzá Tanga (Messidor), Sting Ten Summoner’s Tales (A & M)
- Jazz-Album des Jahres: Joe Henderson So Near, So Far (Musings for Miles) (Verve)
- Reissue des Jahres: Billie Holiday The Complete Billie Holiday on Verve (Verve)

Leser-Poll:
- Hall of Fame: Gerry Mulligan
- Jazzmusiker des Jahres: Joe Henderson
- Jazz-Album des Jahres: Joe Henderson So Near, So Far (Verve)
- Blues-Album des Jahres: John Lee Hooker Boom Boom (Pointblank)
- "Beyond"-Album des Jahres: Sting Ten Summoner’s Tales (A & M)
- Big Band: Count Basie
- Akustische Jazz-Gruppe: Red Rodney
- Elektrische Jazz-Gruppe: John Scofield
- Altsaxophon: Phil Woods
- Tenorsaxophon: Joe Henderson
- Baritonsaxophon: Gerry Mulligan
- Sopransaxophon: Steve Lacy
- Trompete: Wynton Marsalis
- Posaune: J. J. Johnson
- Klarinette: Don Byron
- Flöte: James Newton
- Schlagzeug: Max Roach
- Percussion: Airto Moreira
- Vibraphon: Milt Jackson
- Akustischer Bass: Charlie Haden
- Elektrischer Bass: Steve Swallow
- Gitarre: John McLaughlin
- Klavier: Tommy Flanagan
- Elektrisches Keyboard: Joe Zawinul
- Orgel: Jimmy Smith
- Sonstige Instrumente: Toots Thielemans (Harmonika)
- Komponist: Henry Threadgill
- Arrangeur: Bob Belden
- Männlicher Vokalkünstler: Joe Williams
- Weibliche Vokalkünstlerin: Betty Carter
- Blues-Künstler: B. B. King
- Blues-Gruppe: B. B. King
- „Beyond“-Gruppe: Los Lobos
- „Beyond“-Künstler: Sting

## 1994
Kritiker-Poll:
- Hall of Fame: Frank Zappa
- Jazz-Künstler des Jahres: Wynton Marsalis
- Big Band: Count Basie Orchestra
- Jazz-Gruppe, akustisch: Wynton Marsalis
- Jazz-Gruppe, elektrisch: John Scofield Group
- Altsaxophon: Jackie McLean
- Tenorsaxophon: Joe Henderson
- Baritonsaxophon: Gerry Mulligan
- Sopransaxophon: Steve Lacy
- Trompete: Wynton Marsalis
- Posaune: J. J. Johnson
- Klarinette: Don Byron
- Flöte: James Newton
- Gitarre: John McLaughlin
- Violine: Stephane Grappelli
- Bass, akustisch: Charlie Haden
- Bass, elektrisch: Steve Swallow
- Schlagzeug: Max Roach
- Percussion: Trilok Gurtu
- Vibraphon: Milt Jackson
- Klavier: Tommy Flanagan
- Orgel: Jimmy Smith
- Electric Keyboard: Joe Zawinul
- Sonstige Instrumente: Toots Thielemans (Harmonika)
- Arrangeur: Carla Bley
- Komponist: Randy Weston
- Männlicher Vokalkünstler: Joe Williams
- Weibliche Vokalkünstlerin: Betty Carter
- Label: Verve Records
- Produzent: Michael Cuscuna
- Blues-Künstler: B. B. King
- Blues-Gruppe: B. B. King
- Beyond-Künstler: George Clinton
- Beyond-Gruppe: Neville Brothers
- Blues-Album des Jahres: B. B. King Blues Summitt (MCA)
- Beyond-Album des Jahres: Ali Farka Touré, Ry Cooder Talking Timbuktu (Hannibal)
- Jazz-Album des Jahres: Charlie Haden & Quartet West Always Say Goodbye (Verve)
- Reissue des Jahres: Ornette Coleman Beauty is a rare thing: the complete Atlantic Recordings (Rhino/Atlantic)

Leser-Poll:
- Hall of Fame: Dave Brubeck
- Jazzmusiker des Jahres: Joshua Redman
- Jazz-Album des Jahres: Joshua Redman Wish (Warner)
- Blues-Album des Jahres: B. B. King Blues Summitt (MCA)
- "Beyond"-Album des Jahres: Bruce Hornsby Harbor Lights (RCA)
- Big Band: McCoy Tyner
- Akustische Jazz-Gruppe: Charlie Haden’s Quartet West
- Elektrische Jazz-Gruppe: John Scofield
- Altsaxophon: Phil Woods
- Tenorsaxophon: Joe Henderson
- Baritonsaxophon: Gerry Mulligan
- Sopransaxophon: Steve Lacy
- Trompete: Wynton Marsalis
- Posaune: J. J. Johnson
- Klarinette: Don Byron
- Flöte: James Newton
- Schlagzeug: Max Roach
- Percussion: Tito Puente
- Vibraphon: Milt Jackson
- Akustischer Bass: Charlie Haden
- Elektrischer Bass: Steve Swallow
- Gitarre: John McLaughlin
- Klavier: Keith Jarrett
- Elektrisches Keyboard: Joe Zawinul
- Orgel: Jimmy Smith
- Sonstige Instrumente: Toots Thielemans (Harmonika)
- Komponist: Henry Threadgill
- Arrangeur: Carla Bley
- Männlicher Vokalkünstler: Joe Williams
- Weibliche Vokalkünstlerin: Cassandra Wilson
- Blues-Künstler: B. B. King
- Blues-Gruppe: B. B. King
- „Beyond“-Gruppe: Neville Brothers
- „Beyond“-Künstler: Sting

## 1995
Kritiker-Poll:
- Hall of Fame: Julius Hemphill
- Jazzmusiker des Jahres: Joe Lovano
- Jazz-Album des Jahres: Joe Lovano, Gunther Schuller Rush Hour (Verve)
- Blues-Album des Jahres: Buddy Guy Slippin' In (Silvertone)
- Beyond-Album des Jahres: Maleem Mahmoud Ghania, Pharoah Sanders: The Tranca of Seven Colours (Axiom)
- Big Band: McCoy Tyner Big Band
- Akustische Band: Charlie Haden’s Quartet West
- Elektrische Band: John Scofield
- Altsaxophon: Jackie McLean
- Tenorsaxophon: Joe Henderson
- Baritonsaxophon: Gerry Mulligan
- Sopransaxophon: Steve Lacy
- Trompete: Wynton Marsalis
- Posaune: J. J. Johnson
- Klarinette: Don Byron
- Flöte: James Newton
- Schlagzeug: Elvin Jones
- Percussion: Trilok Gurtu
- Vibraphon: Milt Jackson
- Akustischer Bass: Charlie Haden
- Elektrischer Bass: Steve Swallow
- Violine: Stephane Grappelli
- Gitarre: John McLaughlin
- Klavier: Tommy Flanagan
- Orgel: Jimmy Smith
- Elektrisches Keyboard: Herbie Hancock
- Sonstige Instrumente: Toots Thielemans, Harmonika
- Arrangeur: Toshiko Akiyoshi
- Komponist: Henry Threadgill
- Label: Verve Records
- Männlicher Vokalkünstler: Joe Williams
- Weibliche Vokalkünstlerin: Betty Carter
- Blues-Künstler: Buddy Guy
- Blues-Gruppe: B. B. King
- Beyond-Künstler: Eddie Palmieri
- Beyond-Gruppe: Jerry Gonzalez Fort Apache Band
- Produzent: Michael Cuscuna
- Reissue des Jahres: Bud Powell The Complete Bud Powell on Verve

Leser-Poll:
- Hall of Fame: J. J. Johnson
- Jazzmusiker des Jahres: Joe Lovano
- Jazz-Album des Jahres: Joe Lovano, Gunther Schuller Rush Hour (Blue Note)
- Blues-Album des Jahres: Buddy Guy Slippin' In (Silvertone)
- "Beyond"-Album des Jahres: Eddie Palmieri Palmas (Elektra/Nonesuch)
- Big Band: McCoy Tyner
- Akustische Jazz-Gruppe: Charlie Haden’s Quartet West
- Elektrische Jazz-Gruppe: John Scofield
- Altsaxophon: Phil Woods
- Tenorsaxophon: Joe Lovano
- Baritonsaxophon: Gerry Mulligan
- Sopransaxophon: Steve Lacy
- Trompete: Roy Hargrove
- Posaune: J. J. Johnson
- Klarinette: Don Byron
- Flöte: James Newton
- Schlagzeug: Elvin Jones
- Percussion: Airto Moreira
- Vibraphon: Milt Jackson
- Akustischer Bass: Charlie Haden
- Elektrischer Bass: Steve Swallow
- Gitarre: John McLaughlin
- Klavier: Tommy Flanagan
- Elektrisches Keyboard: Herbie Hancock
- Orgel: Jimmy Smith
- Sonstige Instrumente: Toots Thielemans (Harmonika)
- Komponist: Henry Threadgill
- Arrangeur: Toshiko Akiyoshi
- Männlicher Vokalkünstler: Joe Williams
- Weibliche Vokalkünstlerin: Cassandra Wilson
- Blues-Künstler: Buddy Guy
- Blues-Gruppe: B. B. King
- „Beyond“-Gruppe: Jerry Gonzalez Fort Apache
- „Beyond“-Künstler: Dr. John

## 1996
Kritiker-Poll:
- Hall of Fame: Artie Shaw
- Jazz-Künstler des Jahres: Joe Lovano
- Big Band: Mingus Big Band
- Jazz-Gruppe, akustisch: Charlie Haden’s Quartet West
- Jazz-Gruppe, elektrisch: John Scofield Group
- Altsaxophon: Phil Woods
- Tenorsaxophon: Sonny Rollins
- Baritonsaxophon: Hamiet Bluiett
- Sopransaxophon: Steve Lacy
- Trompete: Tom Harrell
- Posaune: J. J. Johnson
- Klarinette: Don Byron
- Flöte: James Newton
- Gitarre: Bill Frisell
- Violine: Stephane Grappelli
- Bass, akustisch: Charlie Haden
- Bass, elektrisch: Steve Swallow
- Schlagzeug: Elvin Jones
- Percussion: Trilok Gurtu
- Vibraphon: Milt Jackson
- Klavier: Keith Jarrett
- Orgel: Jimmy Smith
- Electric Keyboard: Herbie Hancock
- Sonstige Instrumente: Toots Thielemans (Harmonika)
- Arrangeur: Toshiko Akiyoshi
- Komponist: Randy Weston
- Männlicher Vokalkünstler: Joe Williams
- Weibliche Vokalkünstlerin: Cassandra Wilson
- Label: Verve Records
- Produzent: Michael Cuscuna
- Blues-Künstler: B. B. King
- Blues-Gruppe: Roomful of Blues
- Beyond-Künstler: Cesária Évora
- Beyond-Gruppe: Los Lobos
- Blues-Album des Jahres: Ronnie Earl Grateful Heart (Bullseye Blues)
- Beyond-Album des Jahres: Cachao Master Sessions Vol. II (Crescent Moon/Epic), Los Lobos Colossal Head (Warner Bros.)
- Jazz-Album des Jahres: Keith Jarrett Standards Trio Keith Jarrett at the Blue Note (ECM)
- Reissue des Jahres: Miles Davis The Complete Live at the Plugged Nickel (Columbia)

Leser-Poll:
- Hall of Fame: Horace Silver
- Jazzmusiker des Jahres: Joe Lovano
- Jazz-Album des Jahres: Joe Lovano Quartets: Life at the Village Vanguard (Blue Note)
- Blues-Album des Jahres: Buddy Guy Buddy Guy with G. E. Smith and the Saturday Night Life Band (Silvertone)
- "Beyond"-Album des Jahres: Los Lobos Colossal Head (Warner)
- Big Band: Count Basie
- Akustische Jazz-Gruppe: Charlie Haden’s Quartet West
- Elektrische Jazz-Gruppe: John Scofield
- Altsaxophon: Kenny Garrett
- Tenorsaxophon: Sonny Rollins
- Baritonsaxophon: Gerry Mulligan
- Sopransaxophon: Steve Lacy
- Trompete: Tom Harrell
- Posaune: J. J. Johnson
- Klarinette: Don Byron
- Flöte: James Newton
- Schlagzeug: Elvin Jones
- Percussion: Tito Puente
- Vibraphon: Milt Jackson
- Akustischer Bass: Charlie Haden
- Elektrischer Bass: Steve Swallow
- Gitarre: John Scofield
- Klavier: Keith Jarrett
- Elektrisches Keyboard: Herbie Hancock
- Orgel: Jimmy Smith
- Sonstige Instrumente: Toots Thielemans (Harmonika)
- Komponist: Benny Carter
- Arrangeur: Maria Schneider
- Männlicher Vokalkünstler: Mark Murphy
- Weibliche Vokalkünstlerin: Cassandra Wilson
- Blues-Künstler: B. B. King
- Blues-Gruppe: B. B. King
- „Beyond“-Gruppe: Los Lobos
- „Beyond“-Künstler: Van Morrison

## 1997
Kritiker-Poll:
- Hall of Fame: Tony Williams
- Jazz-Künstler des Jahres: Sonny Rollins
- Big Band: Mingus Big Band
- Jazz-Gruppe, akustisch: Charlie Haden’s Quartet West
- Jazz-Gruppe, elektrisch: John Scofield Group
- Altsaxophon: Phil Woods
- Tenorsaxophon: Sonny Rollins
- Baritonsaxophon: Hamiet Bluiett
- Sopransaxophon: Steve Lacy
- Trompete: Tom Harrell
- Posaune: J. J. Johnson
- Klarinette: Don Byron
- Flöte: James Newton
- Gitarre: John Scofield
- Violine: Stephane Grappelli
- Bass, akustisch: Charlie Haden
- Bass, elektrisch: Steve Swallow
- Schlagzeug: Elvin Jones
- Percussion: Tito Puente
- Vibraphon: Milt Jackson
- Klavier: Kenny Barron
- Orgel: Jimmy Smith
- Electric Keyboard: Joe Zawinul
- Sonstige Instrumente: Steve Turre (Muschelschalen)
- Arrangeur: Maria Schneider (Komponistin)
- Komponist: Wynton Marsalis
- Männlicher Vokalkünstler: Joe Williams
- Weibliche Vokalkünstlerin: Cassandra Wilson
- Label: Verve Records
- Produzent: Michael Cuscuna
- Blues-Künstler: B. B. King
- Blues-Gruppe: B. B. King
- Beyond-Künstler: Cesária Évora
- Beyond-Gruppe: Los Lobos
- Blues-Album des Jahres: James Cotton Deep in the Blues (Verve)
- Beyond-Album des Jahres: Meshell Ndegeocello Peace Beyond Passion (Warner Bros.)
- Jazz-Album des Jahres: Ornette Coleman Quartet Sound Museum Hidden Man (Harmolodic/Verve)
- Reissue des Jahres: Miles Davis, Gil Evans The Complete Columbia Recordings (Columbia Legacy/Mosaic)

Leser-Poll:
- Hall of Fame: Nat King Cole
- Jazzmusiker des Jahres: Wynton Marsalis
- Jazz-Album des Jahres: Kenny Garrett Pursuance (Warner)
- Blues-Album des Jahres: James Cotton Deep in the Blues (Verve)
- "Beyond"-Album des Jahres: Sergio Mendes Oceano (Verve Forecast)
- Big Band: Mingus Big Band
- Akustische Jazz-Gruppe: Charlie Haden’s Quartet West
- Elektrische Jazz-Gruppe: Pat Metheny Group
- Altsaxophon: Kenny Garrett
- Tenorsaxophon: Sonny Rollins
- Baritonsaxophon: Nick Brignola
- Sopransaxophon: Wayne Shorter
- Trompete: Tom Harrell
- Posaune: J. J. Johnson
- Klarinette: Don Byron
- Flöte: James Newton
- Schlagzeug: Elvin Jones
- Percussion: Tito Puente
- Vibraphon: Milt Jackson
- Akustischer Bass: Charlie Haden
- Elektrischer Bass: Steve Swallow
- Gitarre: Bill Frisell
- Klavier: Keith Jarrett
- Elektrisches Keyboard: Herbie Hancock
- Orgel: Jimmy Smith
- Sonstige Instrumente: Steve Turre (Muschel-Schalen)
- Komponist: Wynton Marsalis
- Arrangeur: Maria Schneider
- Männlicher Vokalkünstler: Mark Murphy
- Weibliche Vokalkünstlerin: Cassandra Wilson
- Blues-Künstler: B. B. King
- Blues-Gruppe: B. B. King
- „Beyond“-Gruppe: Los Lobos
- „Beyond“-Künstler: Sting

## 1998
Kritiker-Poll:
- Hall of Fame: Elvin Jones
- Jazzmusiker des Jahres: Ornette Coleman
- Jazz-Album des Jahres: Bill Frisell Nashville (Nonesuch)
- Blues-Album des Jahres: Pinetop Perkins Born in the Delta (Telarc)
- Beyond-Album des Jahres: Buena Vista Social Club: Buena Vista Social Club (World Circuit/Nonesuch)
- Big Band: Mingus Big Band
- Akustische Band: Art Ensemble of Chicago
- Elektrische Band: John Scofield
- Altsaxophon: Phil Woods
- Tenorsaxophon: Sonny Rollins
- Baritonsaxophon: Hamiet Bluiett
- Sopransaxophon: Steve Lacy
- Trompete: Nicholas Payton
- Posaune: Steve Turre
- Klarinette: Don Byron
- Flöte: James Newton
- Schlagzeug: Elvin Jones
- Percussion: Tito Puente
- Vibraphon: Milt Jackson
- Akustischer Bass: Charlie Haden
- Elektrischer Bass: Steve Swallow
- Violine: Regina Carter
- Gitarre: Bill Frisell
- Klavier: Kenny Barron
- Orgel: Jimmy Smith
- Elektrisches Keyboard: Joe Zawinul
- Sonstige Instrumente: Howard Johnson, Tuba
- Arrangeur: Bill Holman
- Komponist: Wynton Marsalis
- Label: Verve Records
- Männlicher Vokalkünstler: Joe Williams
- Weibliche Vokalkünstlerin: Cassandra Wilson
- Blues-Künstler: B. B. King
- Blues-Gruppe: Roomful of Blues
- Beyond-Künstler: Bob Dylan
- Beyond-Gruppe: Jerry Gonzalez Fort Apache Band
- Produzent: Michael Cuscuna
- Reissue des Jahres: Miles Davis Quintet 1965-1968. The Complete Studio Recordings (Columbia/Legacy)

Leser-Poll:
- Hall of Fame: Frank Sinatra
- Jazzmusiker des Jahres: Wynton Marsalis
- Jazz-Album des Jahres: T. S. Monk Monk on Monk
- Blues-Album des Jahres: B. B. King Deuces Wild (MCA)
- "Beyond"-Album des Jahres: Bob Dylan Time out of mind (Columbia)
- Big Band: Mingus Big Band
- Akustische Jazz-Gruppe: Keith Jarrett Standards Trio
- Elektrische Jazz-Gruppe: Pat Metheny Group
- Altsaxophon: Kenny Garrett
- Tenorsaxophon: Sonny Rollins
- Baritonsaxophon: Nick Brignola
- Sopransaxophon: Wayne Shorter
- Trompete: Tom Harrell
- Posaune: J. J. Johnson
- Klarinette: Don Byron
- Flöte: James Newton
- Schlagzeug: Elvin Jones
- Percussion: Tito Puente
- Vibraphon: Milt Jackson
- Akustischer Bass: Charlie Haden
- Elektrischer Bass: Steve Swallow
- Gitarre: John Scofield
- Klavier: Kenny Barron
- Elektrisches Keyboard: Herbie Hancock
- Orgel: Jimmy Smith
- Sonstige Instrumente: Steve Turre (Muschel-Schalen)
- Komponist: Wynton Marsalis
- Arrangeur: Bill Holman
- Männlicher Vokalkünstler: Kevin Mahogany
- Weibliche Vokalkünstlerin: Cassandra Wilson
- Blues-Künstler: B. B. King
- Blues-Gruppe: B. B. King
- „Beyond“-Gruppe: Jerry Gonzalez Fort Apache
- „Beyond“-Künstler: Bob Dylan

## 1999
Kritiker-Poll:
- Hall of Fame: Betty Carter
- Jazzmusiker des Jahres: Herbie Hancock
- Jazz-Album des Jahres: Herbie Hancock Gershwin’s World (Verve)
- Blues-Album des Jahres: Alvin Youngblood Hart Territory
- Beyond-Album des Jahres: Lauryn Hill: Miseducation of Lauryn Hill (RuffHouse), Lucinda Williams Car Wheels on Gravel Roads
- Big Band: Mingus Big Band
- Akustische Band: Art Ensemble of Chicago
- Elektrische Band: John Scofield
- Altsaxophon: Phil Woods
- Tenorsaxophon: Joe Henderson
- Baritonsaxophon: Hamiet Bluiett
- Sopransaxophon: Steve Lacy
- Trompete: Nicholas Payton
- Posaune: Steve Turre
- Klarinette: Don Byron
- Flöte: James Newton
- Schlagzeug: Elvin Jones
- Percussion: Trilok Gurtu
- Vibraphon: Milt Jackson
- Akustischer Bass: Dave Holland
- Elektrischer Bass: Steve Swallow
- Violine: Regina Carter
- Gitarre: Bill Frisell
- Klavier: Kenny Barron
- Orgel: Jimmy Smith
- Elektrisches Keyboard: Joe Zawinul
- Sonstige Instrumente: Toots Thielemans, Harmonika
- Arrangeur: Bill Holman
- Komponist: Randy Weston
- Label: Blue Note Records
- Männlicher Vokalkünstler: Kevin Mahogany
- Weibliche Vokalkünstlerin: Cassandra Wilson
- Blues-Künstler: B. B. King
- Blues-Gruppe: B. B. King
- Beyond-Künstler: Cesária Évora, Lauryn Hill
- Beyond-Gruppe: Jerry Gonzalez Fort Apache Band, Cubanismo!
- Produzent: Michael Cuscuna
- Reissue des Jahres: Miles Davis The complete Bitches Brew Sessions (Columbia/Legacy)

Leser-Poll:
- Hall of Fame: Milt Jackson
- Jazzmusiker des Jahres: Wynton Marsalis
- Jazz-Album des Jahres: Herbie Hancock Gershwin’s World (Verve)
- Blues-Album des Jahres: B. B. King Deuces Wild (MCA)
- "Beyond"-Album des Jahres: Bob Dylan The Royal Albert Hall Concert Life 1966 (Columbia)
- Big Band: Mingus Big Band
- Akustische Jazz-Gruppe: Keith Jarrett Standards Trio
- Elektrische Jazz-Gruppe: Pat Metheny Group
- Altsaxophon: Kenny Garrett
- Tenorsaxophon: Sonny Rollins
- Baritonsaxophon: Nick Brignola
- Sopransaxophon: Wayne Shorter
- Trompete: Tom Harrell
- Posaune: J. J. Johnson
- Klarinette: Don Byron
- Flöte: James Newton
- Schlagzeug: Elvin Jones
- Percussion: Tito Puente
- Vibraphon: Milt Jackson
- Akustischer Bass: Ray Brown
- Elektrischer Bass: Steve Swallow
- Gitarre: John Scofield
- Klavier: Brad Mehldau
- Elektrisches Keyboard: Herbie Hancock
- Orgel: Jimmy Smith
- Sonstige Instrumente: Toots Thielemans (Harmonika)
- Komponist: Wynton Marsalis
- Arrangeur: Bill Holman
- Label: Blue Note Records
- Männlicher Vokalkünstler: Kevin Mahogany
- Weibliche Vokalkünstlerin: Diana Krall
- Blues-Künstler: B. B. King
- Blues-Gruppe: B. B. King
- „Beyond“-Gruppe: Jerry Gonzalez Fort Apache
- „Beyond“-Künstler: Sting